# Huracà Erika (2003)
L'huracà Erika va ser un huracà que va arremetre contra l'extrem nord-est de Mèxic, a prop de la frontera entre Texas i Tamaulipas, a mitjans d'agost en la temporada d'huracans a l'Atlàntic del 2003. Erika va ser el vuitè cicló tropical, cinquena tempesta tropical, i tercer huracà de la temporada. Al principi, el Centre Nacional d'Huracans (NHC per les seves sigles en anglès) no el va designar operacionalment com a huracà a causa de la informació inicial que pronosticava vents de 115 km/h en la intensitat màxima d'Erika. No va ser sinó fins després que es va analitzar la informació, que el NHC el va registrar com a categoria 1 en l'escala d'huracans de Saffir-Simpson. La tempesta es va desenvolupar a partir d'una àrea de baixa pressió no tropical que va començar a vigilar-se cinc dies abans de desenvolupar-se sobre el Golf de Mèxic el 14 d'agost. Sota la influència d'un sistema d'alta pressió, Erika es va moure ràpidament en direcció oest i va prendre major força amb les condicions favorables. Va arremetre com a huracà al nord-est de Mèxic el 16 d'agost dissipant-se ràpidament terra endins.
Mentre que el precursor d'Erika es movia a través de Florida, va deixar fortes pluges. Al sud de Texas, Erika va produir vents moderats d'entre 80 i 95 km/h a més de pluges lleugeres, causant danys menors i aïllats en l'estat. Al nord-est de Mèxic, Erika va produir una moderada quantitat de pluges, donant com a resultat inundacions i allaus de llot. A més, va produir dos morts en arrossegar un vehicle per l'aigua.

## Història de la tempesta

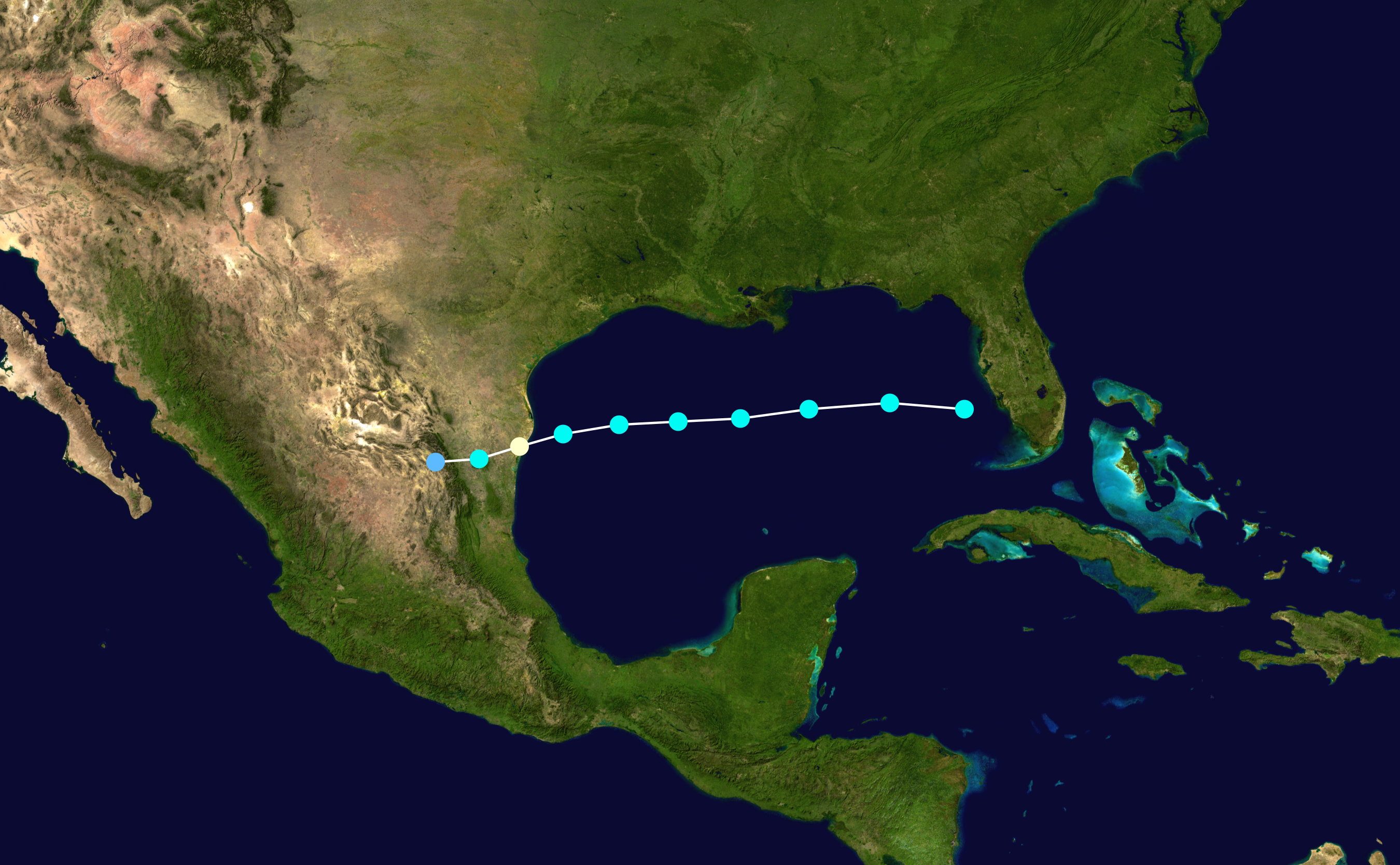
Trajectòria de l'Huracà Erika, seguint els colors de l'escala d'huracans de Saffir-Simpson.

Una feble àrea de baixa pressió es va desprendre d'un sistema frontal el 8 d'agost mentre es trobava a 1,850 km a l'est de les Bermudes. Es va moure en direcció sud-est i, el 9 d'agost, va generar convecció en passar sota el centre fred d'una àrea de baixa pressió de nivell superior. Les depressions de superfície i d'alt nivell es van desplaçar cap a l'oest a mesura que giraven al voltant d'un centre comú, i ja l'11 d'agost, la depressió de superfície es va desenvolupar en un comellar quan estava a uns 700 km del sud de les Bermudes. El sistema va continuar ràpidament cap a l'oest, i gran part de la convecció es va mantenir a prop del centre de la zona de baixa pressió, prevenint un futur desenvolupament d'una circulació tancada a la superfície.
El 13 d'agost, mentre es trobava a prop del nord-oest de les Bahames, un increment substancial de la convecció va donar com a resultat que la zona de baixa pressió de nivell superior s'establís cap a baix en direcció a la part mitjana de la troposfera, coincidint amb el desenvolupament d'un anticicló en el nivell superior.
Una circulació tancada de baix nivell es va desenvolupar el 14 d'agost a l'est de Key Largo, Florida, però es va debilitar a causa de les profundes conveccions que romanien al nord sobre el centre del nivell mitjà. La tempesta de nivell mig va continuar en direcció oest movent-se a través de Florida. Després de creuar l'Estat de Florida, els caçadors d'huracans van assenyalar una circulació amb poca definició, però amb vents que excedient la força d'una tempesta tropical, i el sistema va rebre el nom d'Erika' la tarda del 14 d'agost quan es trobava a 135 km a l'oest de Fort Myers.

Imatge de l'Erika tocant terra al nord-est de Mèxic. (NEXRAD).

Amb un flux ben establert de nivell inferior i amb un cisallament del vent dèbil, Erika va prendre força en definir-se millor la seva circulació. Un sistema d'alta pressió es va mantenir sobre la part sud-central dels Estats Units, forçant la tempesta a prendre rumb sud a 40 km/h El 15 d'agost, la convecció es va organitzar formant bandes de pluja, i mentre que els vents assolien força d'huracà, un ull es va desenvolupar dins de la tempesta. Erika va girar en direcció oest-sud-est el 16 d'agost, i va obtenir estatus d'huracà just abans de tocar terra a prop de Boca San Rafael, Tamaulipas, al nord-est de Mèxic, a uns 70 km al sud de la frontera amb els Estats Units. La tempesta es va debilitar ràpidament sobre la Sierra Madre Oriental, i es va dissipar el matí del 17 d'agost. La circulació de nivell mitjà es va mantenir íntegre quan va encreuar Mèxic, i va portar a la formació d'un disturbi tropical després d'entrar en golf de Califòrnia el 18 d'agost. Va girar al nord-oest i es va debilitar el 20 d'agost.
Operacionalment, Erika mai no va obtenir nivell d'huracà. A causa de la persistent característica de l'ull registrada en el radar, i vents superficials estimats pel radar climatològic Doppler de 120 km/h, el Centre Nacional d'Huracans li va atorgar aquest nivell pòstumament.

## Preparacions

Erika el 15 d'agost de 2003 (NOAA).

L'amenaça d'un atac violent de l'Erika va urgir a l'evacuació del personal de 51 plataformes petrolieres i de 3 torres de perforació a l'oest del Golf de Mèxic. La falta de producció va portar a una pèrdua a la producció de 8.708 barrils de petroli per dia i 173,14 milions de peus cúbics de gas natural per dia. El dia que va tocar terra, la falta de producció va comportar unes pèrdues d'uns 1979 barrils de petroli per dia, prop de 0,12% del total de la producció diària en el Golf de Mèxic, mentre que la pèrdua de 32 milions de dipòsits cúbics de gas al dia va ser l'equivalent al 0,23% del total de la producció. Tanmateix, a causa del seu ràpid avanç, el pas de la tempesta va tenir efectes mínims en les operacions. Mentre la tempesta es trobava a l'est del Golf de Mèxic, el 15 d'agost el Centre Nacional d'Huracans va publicar un avís d'huracà i una advertència de tempesta tropical des de Brownsville, fins a Baffin Bay (Texas).
El centre també va recomanar emetre un avís d'huracà des de Soto la Marina, Tamaulipas fins a la frontera internacional. Més tard, aquell mateix dia, quan el fenomen atmosfèric s'enfortia, un avís d'huracà va ser llançat o recomanat des de La Pesca, a Mèxic, fins a Baffin Bay, a Texas; encara que els avisos del sud de Texas van ser remoguts quan es va donar més moviment al sud. Sol un mes després que l'huracà Claudette causés milions de dòlars en danys al sud de Texas, el ràpid avenç de l'Erika va agafar la població per sorpresa, ja que va predir-se que tocaria terra a prop de Brownsville. Els ciutadans i propietaris de negocis van protegir les seves pertinences per a la tempesta cobrint portes i finestres. i prop d'unes 10.000 persones van evacuar el nord-est de Mèxic a causa del risc d'inundació, incloent-hi 2000 en Matamoros.

## Impacte

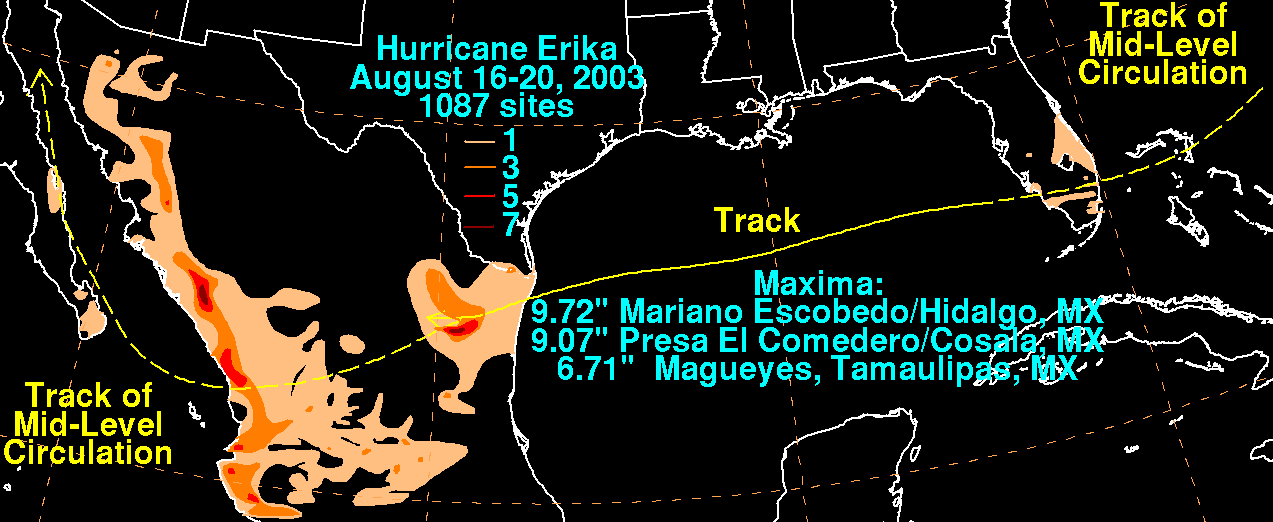
Dades sobre la precipitació causada per l'Erika.

L'impacte que va precedir l'Erika va tenir l'expectativa de portar fortes, però necessàries precipitacions sobre les Bahames. Va deixar fortes pluges en moure's a través de l'Estat de Florida, fins i tot el Comtat d'Indian River, i va produir ones d'entre 1,8 i 2,4 m amb ràfegues de vents moderats. L'Erika va produir pluges lleugeres a través del sud de Texas, arribant a 97 mm en el Sabinal, Texas, encara que la majoria de les localitats en van reportar menys de 50 mm de precipitació. Afegir que el radar metereològic va estimar acumulacions aïllades d'entre 100 i 150 mm als comtats de Kenedy i Brooks, a Texas. Els vents sostinguts d'Erika al sud de Texas van assolir els 62 km/h a Brownsville, on també va ser registrada una ràfega de 75 km/h.
Fortes marors van ser registrades al nord de Corpus Christi.
La tempesta va causar inundacions menors i erosió a la platja al llarg de la South Padre Island. Fortes ràfegues de vent de 95 km/h van causar danys menors encara que aïllats al sud de Texas, incloent South Padre Island, on els vents van fer malbé els sostres dels negocis. Els vents també van arrencar un arbre gran i van causar danys a les branques de molts arbres de diferents mides a Brownsville. A Texas, els danys van assolir $10.000 dòlars de 2003 ($11.000 2006 USD).
A Mèxic l'Huracà Erika va afectar principalment als estats de Tamaulipas i Nuevo León, però també va tenir efectes a Coahuila de Zaragoza. Les pluges van arribar als 170.5 mm a Magueyes, Tamaulipas.
D'altres tantes localitats van reportar 76 mm, incloent 102 mm en Cerro Prieto, a màxima quantitat registrada en l'estat de Nou León, i 86,8 mm en Monterrey, on 30 persones van sofrir lesions. Els vents sostinguts van assolir els 65 km/h a San Fernando, on també es va reportar una ràfega de 105 km/h. Les fortes pluges van donar com a resultat inundacions severes i allaus de llot; fets que van bloquejar diverses autopistes del nord-est de Mèxic. A Matamoros, la tempesta va causar danys a sostres i també a automòbils. Vents moderats van desprendre les branques de tres arbres i van escampar runes a través de camins, encara que es va considerar localment com una tempesta menor. A la ciutat de Montemorelos, dues persones van morir quan van ser arrossegades pel corrent en intentà conduir el seu camió per un pont que es trobava parcialment inundat. En total, a tot Mèxic, 20.000 persones es van quedar sense electricitat a causa de la tempesta. Els romanents van produir fortes precipitacions a l'oest de Mèxic en la Península de Baixa Califòrnia.
Malgrat la inundació, els danys van ser mínims, i el nom Erika no es va retirar; així, es mantingué a la llista de noms que van ser usats el 2009.